# Galet
Un galet és una mena de pasta alimentària caracteritzada per la seva forma de cargol. És com un colze de canonada amb un dels brocs estretat i lleugerament tancat. Pot tenir o no línies de relleu al llarg del tub.

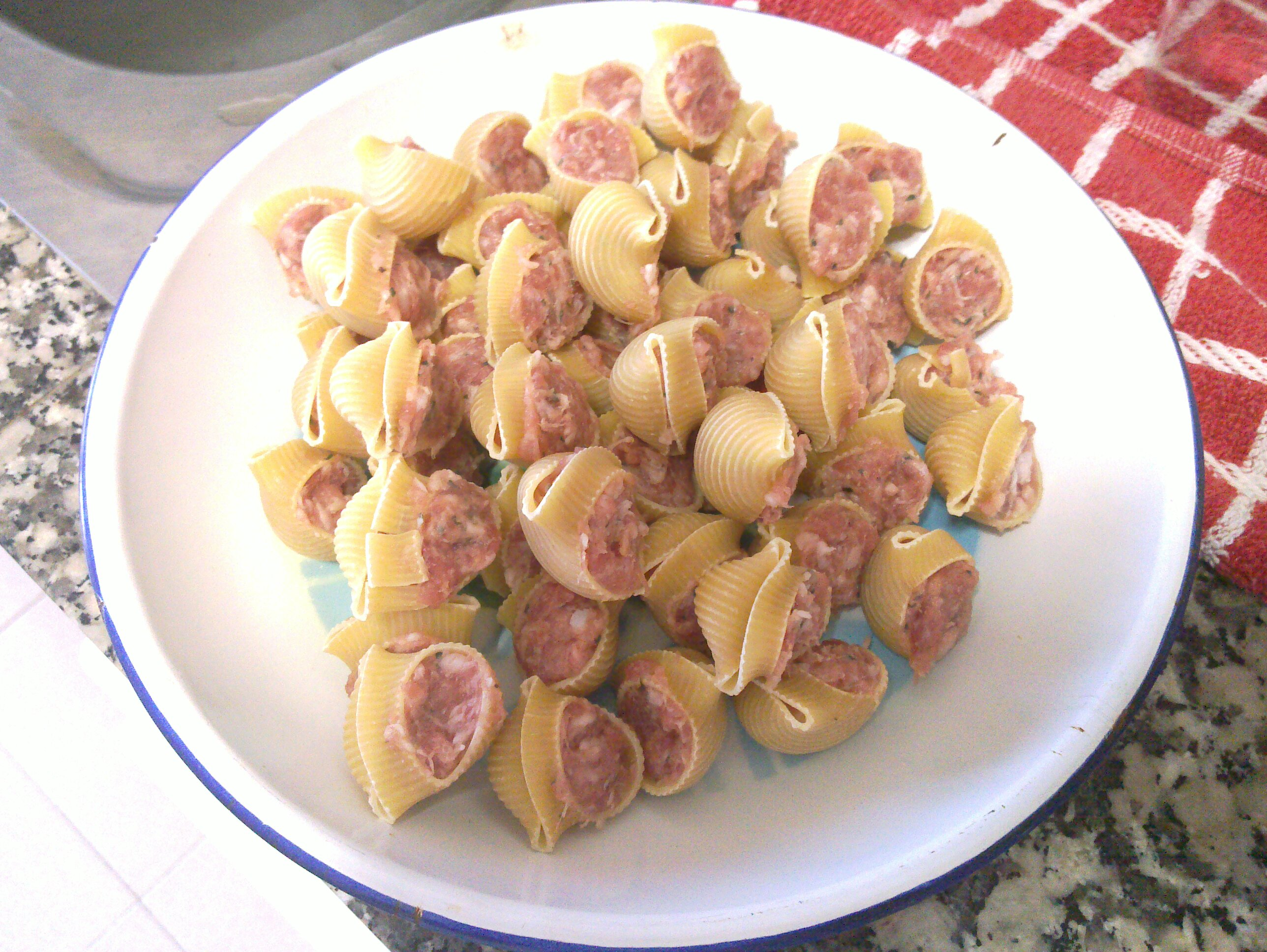
Galets farcits amb carn, per abocar-los a l'escudella

Es venen de diferents mides i són molt coneguts els considerablement grossos de l'escudella de Nadal. En aquest ús tradicional, sovint es farceixen de pilota, però no té una recepta concreta i que cadascú la fa a la seva manera.
És una pasta relativament antiga, tot i que d'origen desconegut. Podrien ser autòctons segons el nom indica tot i tenir a Nàpols o Sicília les lumache, de forma semblant. Segons certes fonts, serien inventades per un vallenc Tomàs Guinovart al barri del Born a Barcelona. És probable que el seu origen fossin trossets de macarrons d'un centímetre de llarg que es tallaven per fer més fàcil agafar-los amb la cullera a l'hora de fer sopa. Qual que sia l'origen, la sopa de Nadal és considerada catalana.